# Sigüenza
Sigüenza è un comune spagnolo di 4 724 abitanti situato nella comunità autonoma di Castiglia-La Mancia.

## Descrizione
Sigüenza, chiamata Segontia dai Celtiberi, è uno dei più antichi insediamenti della penisola iberica ed è disposto ad anfiteatro sui fianchi di una collina che domina il fiume Henares.
Insieme a Guadalajara è sede della diocesi di Sigüenza-Guadalajara ed è un centro d'arte dalle mura turrite ancora intatte.
A livello architettonico spiccano la cattedrale di Santa Maria, che sembra quasi una fortezza con due torri merlate ai lati della facciata e un'altra torre che s'innalza sul transetto di destra, e il castello che oggi fa parte della rete dei Parador.
Nei dintorni si trovano i paesi di Palazuelos, pittoresco paese medioevale cinto da mura e con un castello e 15 torri, e Atienza, tipico borgo antico castigliano.

## Amministrazione

### Gemellaggi
- Sainte-Livrade-sur-Lot
- Vila Viçosa